# Armand Guillaumin
Armand Guillaumin (n. 16 februarie 1841, Paris, Franța – d. 26 iunie 1927, Orly, Seine, Franța) a fost un pictor și litograf impresionist francez.

## Biografie

### Primii ani
Născut Jean-Baptiste Armand Guillaumin la Paris, el a lucrat la magazinul de lenjerie intimă al unchiului său, în timp ce lua lecții de desen de seară. De asemenea, a lucrat pentru o companie feroviară a guvernului francez înainte de a studia la Académie Suisse⁠(d) în 1861. Acolo i-a cunoscut pe Paul Cézanne și Camille Pissarro, cu care a păstrat o prietenie pe viață. Deși nu a atins niciodată statura acestor doi, influența sa asupra operei lor a fost semnificativă. Cu acești doi prieteni, Guillaumin a expus la Salon des Refusés⁠(d) în 1863. Cei trei artiști pictau frecvent unul în compania celuilalt în anii 1870; pentru o vreme, Guillaumin și Cézanne au avut studiouri unul lângă altul pe Île Saint-Louis din Paris. În 1873, Cézanne a realizat singurele gravuri din cariera sa, una dintre ele reprezentându-l pe Guillaumin (vezi Galeria de mai jos).
Guillaumin a fost membru al Société anonyme des artistes peintres, sculpteurs et graveurs (denumită mai târziu, Impresioniștii) încă de la început și a participat la șase din cele opt expoziții impresioniste: 1874, 1877, 1880, 1881, 1882 și 1886. În ochii criticilor contemporani, a devenit cunoscut pentru pensula sa sigură și pentru utilizarea culorilor îndrăznețe. În 1886, un critic avizat, Félix Fénéon⁠(d), l-a numit „colorist furios”. În anii 1890, paleta sa a devenit și mai îndrăzneață, mai puțin fidelă naturii. A fost fauvist cu un deceniu înainte de fauvism.

### Pictor cu normă întreagă
În 1886, a devenit prieten cu Vincent van Gogh, al cărui frate, Theo, a expus și a vândut unele dintre lucrările sale. Vincent a avut o mare considerație pentru opera lui Guillaumin, comentând-o în cel puțin 36 de scrisori scrise între 1888 și 1890. La mijlocul anilor 1880, atelierul lui Guillaumin a fost un loc de întâlnire pentru tineri artiști precum Paul Gauguin, Paul Signac și Georges Seurat. Guillaumin a fost în cele din urmă capabil să renunțe la slujba sa guvernamentală și să se concentreze pe pictură cu normă întreagă în 1891, când a câștigat 100.000 de franci la loteria de stat.

### Expoziții și colecții
Armand Guillaumin a beneficiat de mari expoziții personale la cele mai importante galerii pariziene, inclusiv Galeriile Durand-Ruel în 1895, Galerie Ambroise Vollard⁠(d) în 1897, Galerie Bernheim-Jeune⁠(d) în 1901 și 1906 și Galerie Paul Rosenberg⁠(d) în 1908. Remarcate pentru culorile lor intense, picturile lui Guillaumin sunt reprezentate în muzee importante din întreaga lume. Printre acestea se numără Musée d'Orsay (48 de lucrări) și Petit Palais (91 de lucrări) din Paris, Tate Britain⁠(d) din Londra, muzee importante din Germania, Rusia, Țările de Jos și Spania, Muzeul Metropolitan de Artă din New York, National Gallery of Art din Washington DC, Institutul de Artă din Chicago și multe altele din SUA, Canada, Israel și Japonia. Colecționarii privați, dintre care mulți dețineau zeci de lucrări, i-au cumpărat picturile prin anii 1920. Printre aceștia se remarcă contele Armand Doria, Dr. Paul Gachet, Théodore Duret, Gustave Geffroy⁠(d), Louis Vauxcelles⁠(d), Tadamasa Hayashi⁠(d), Serghei Șciukin, Chester Dale⁠(d) și Paul Mellon⁠(d).

### Moștenire
Guillaumin este cel mai bine amintit pentru peisajele sale din Paris, departamentul Creuse și zona din jurul Les Adrets-de-l'Estérel, lângă coasta mediteraneană, în regiunea Provence-Alpes-Côte d'Azur din Franța. Guillaumin a fost numit liderul École de Crozant⁠(d), un grup divers de pictori care au ajuns să înfățișeze peisajul din regiunea Creuse din jurul satului Crozant. Una dintre aceste reprezentări, intitulată Peisaj în Crozant, este găzduită la Institutul de Artă din Chicago. Bustul său se află în piața de lângă biserica satului din Crozant.

### Deces
Armand Guillaumin a murit în 1927 la Orly, Val-de-Marne, la sud de Paris.

## Galerie

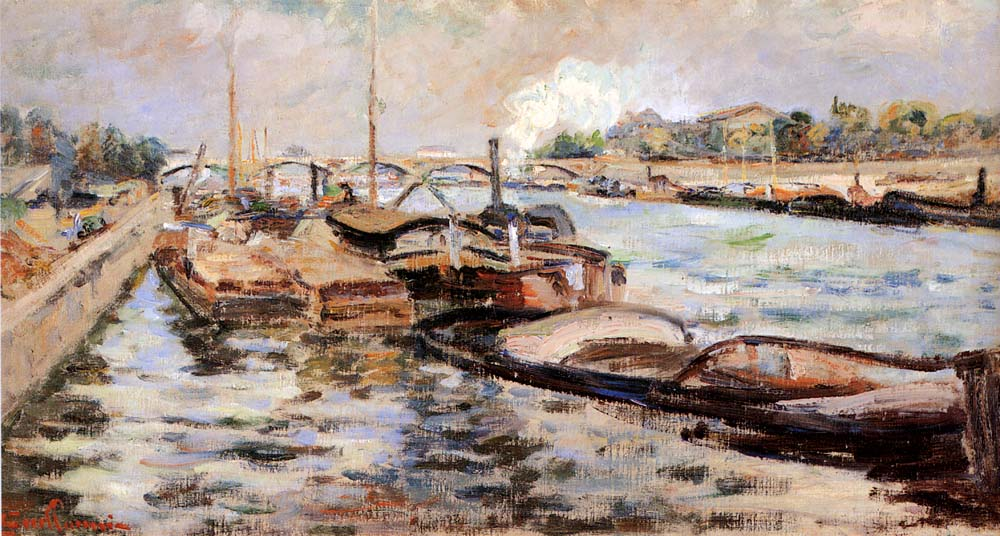
Sena, 1867
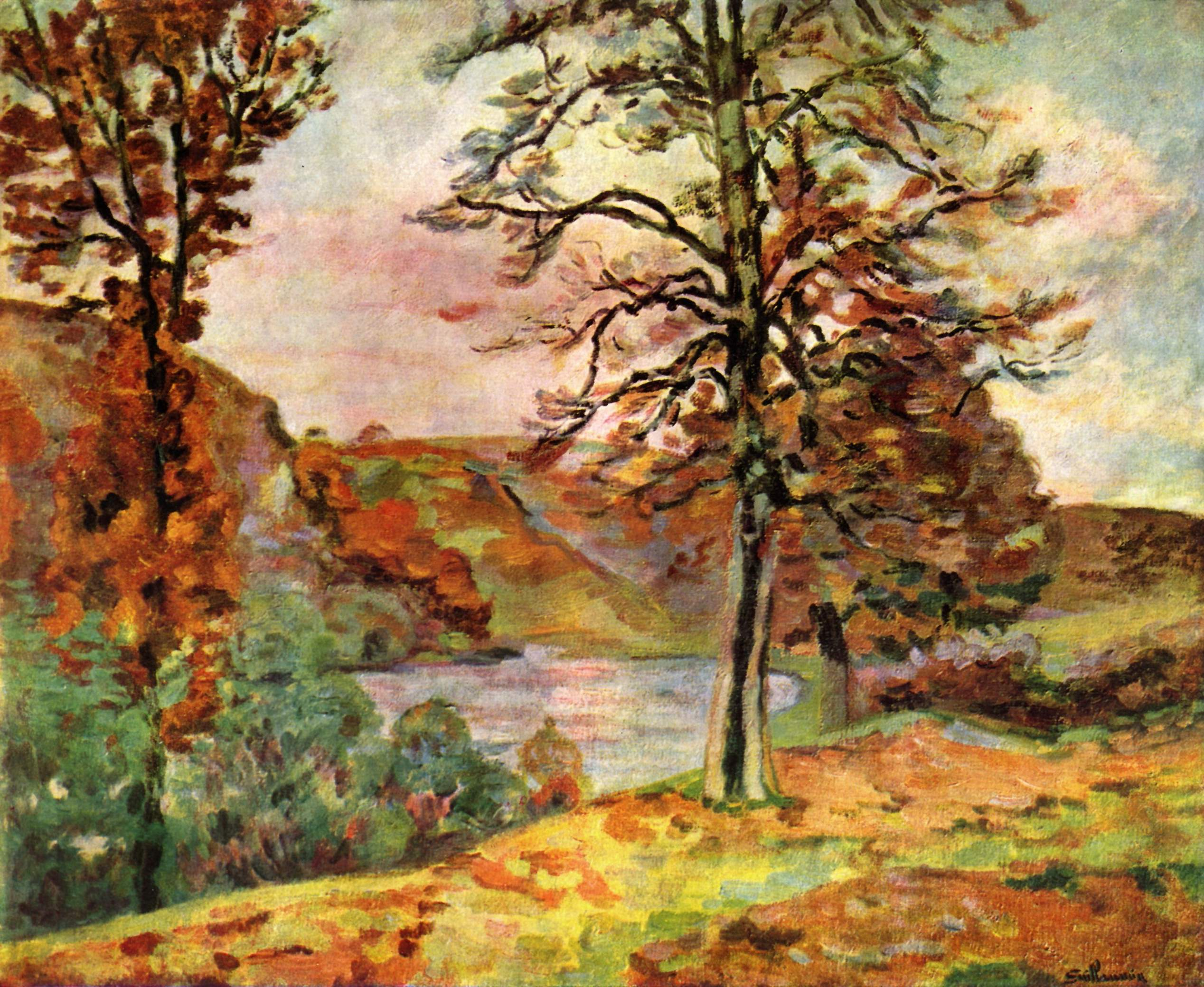
Peisaj, 1870
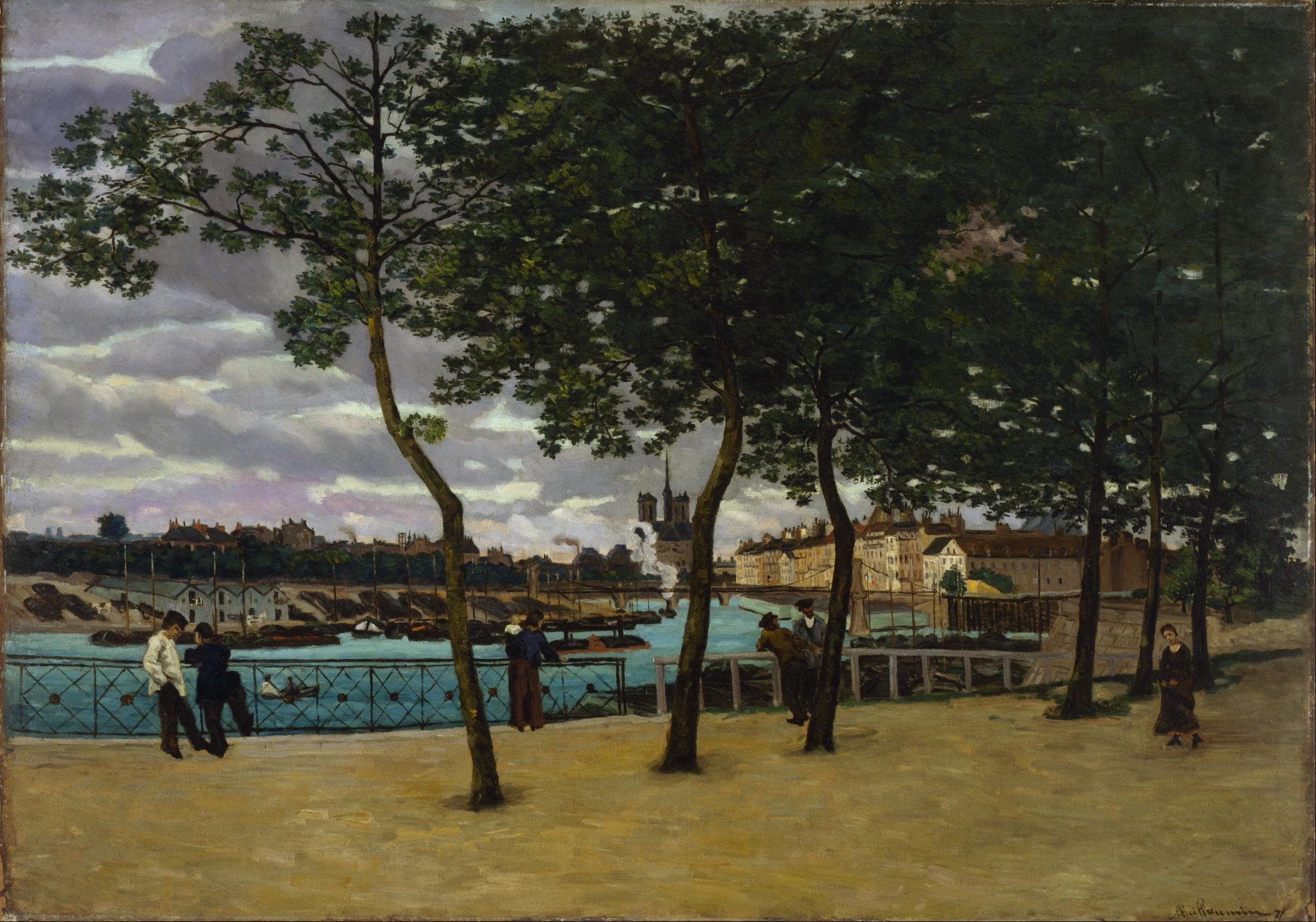
Vedere asupra Senei, Paris, 1871, ulei pe pânză, 126,4 × 181,3 cm., Muzeul de Arte Frumoase, Houston
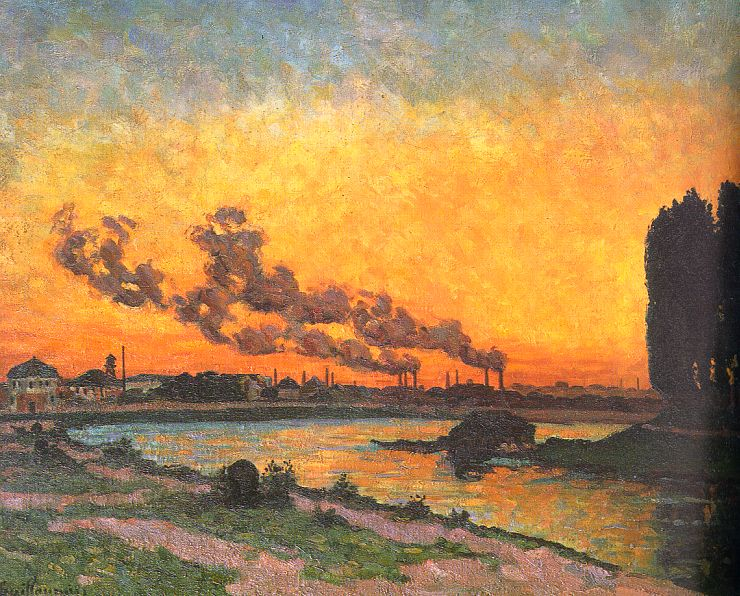
Apus de soare la Ivry (Soleil couchant à Ivry), 1873, 81 cm x 65 cm. Ulei pe pânză. Muzeul d'Orsay
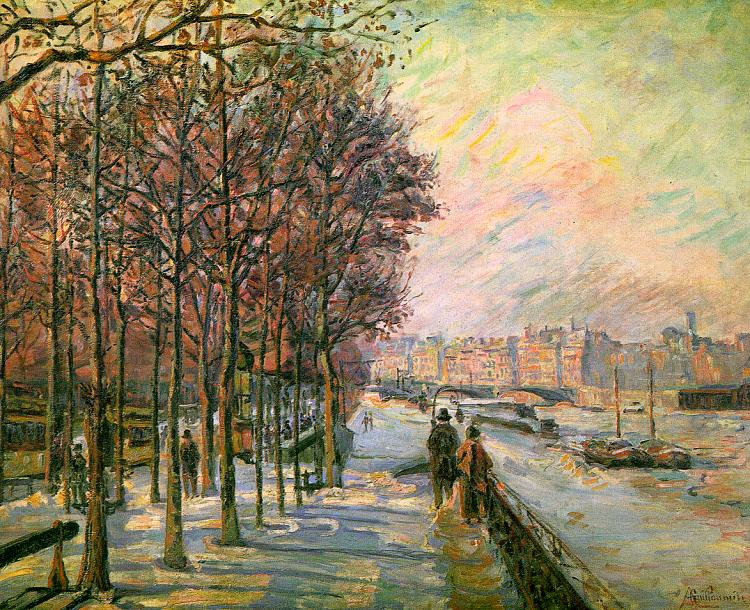
La Place Valhubert, 1875
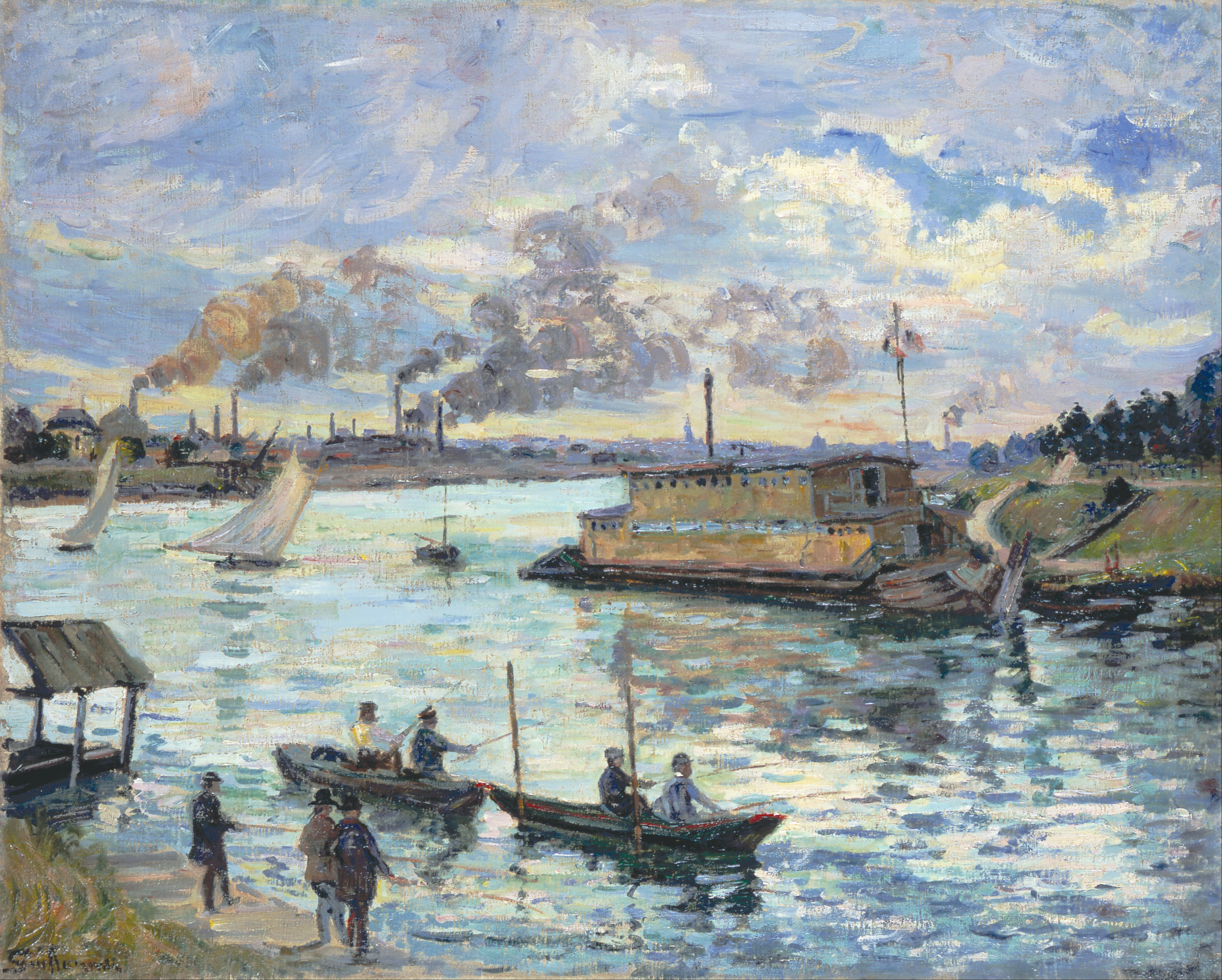
Scena râului, c. 1890
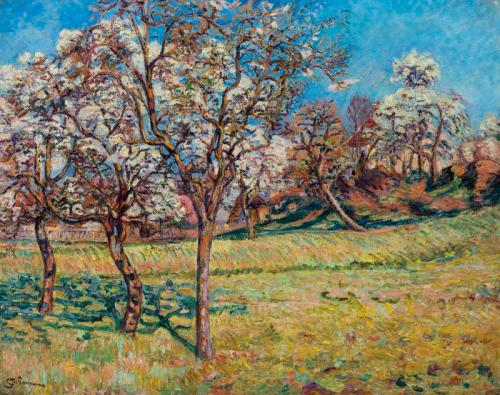
Les Pommiers à Damiette, 1893, Aberdeen Art Gallery
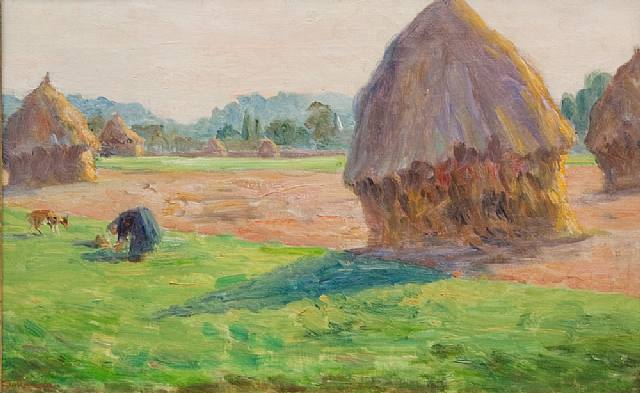
Căpițe de fân, c. 1890-1895
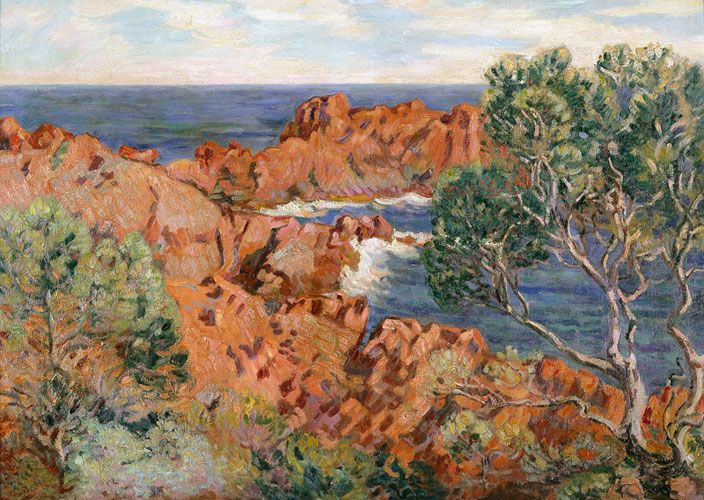
Agay de Jean-Baptiste Armand Guillaumin, circa 1901
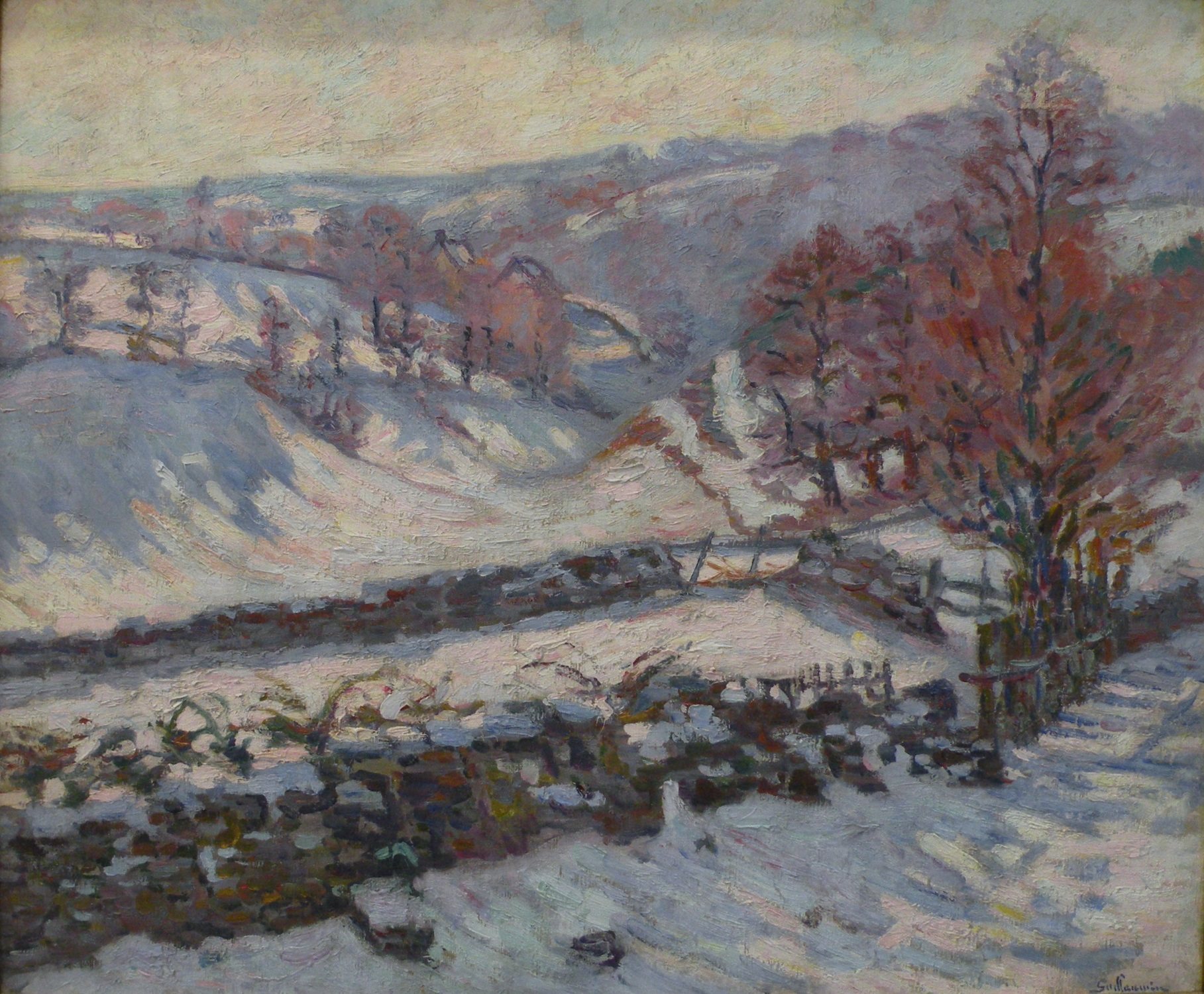
Peisaj înzăpezit în Crozant
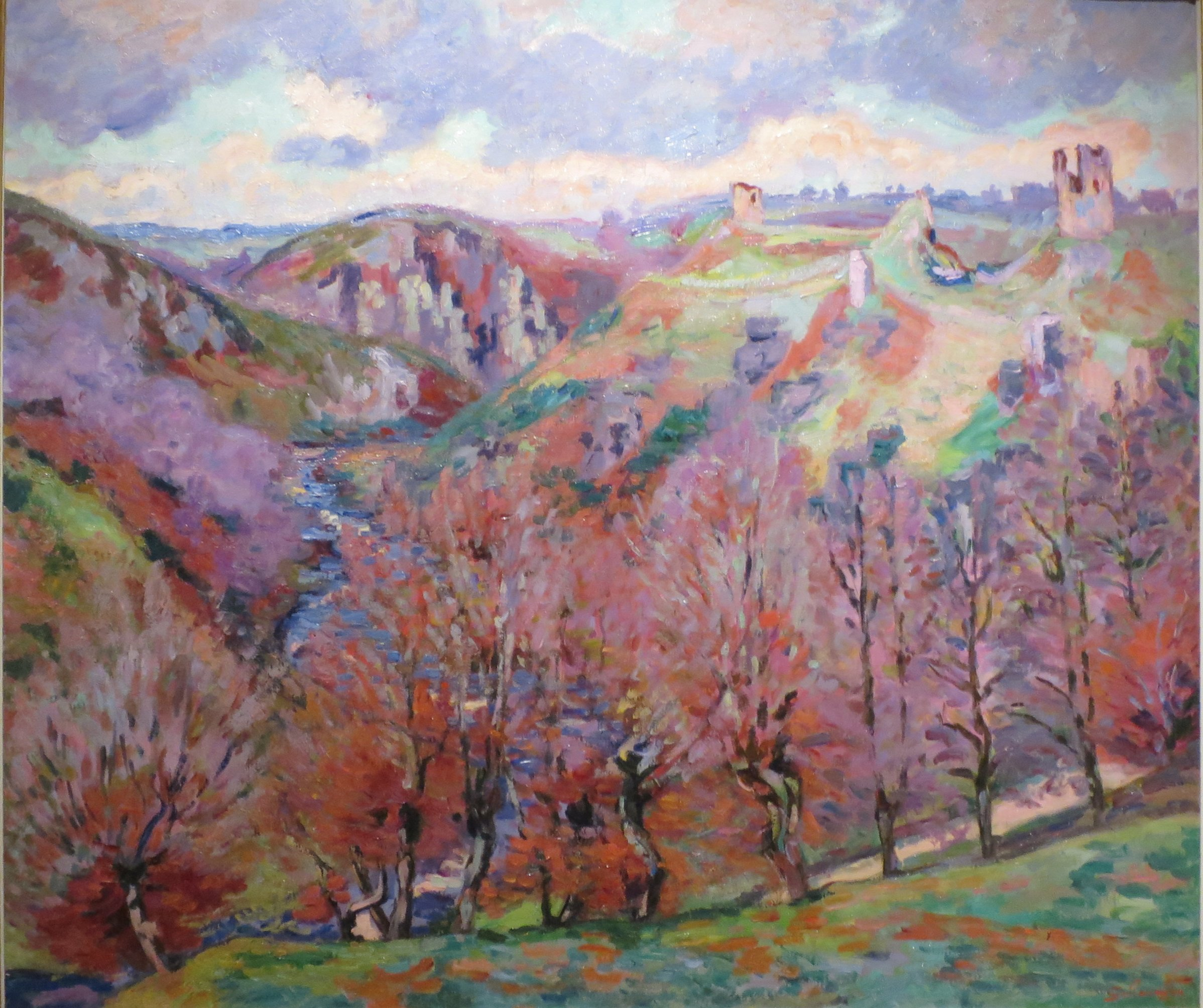
Peisaj cu ruine, 1897
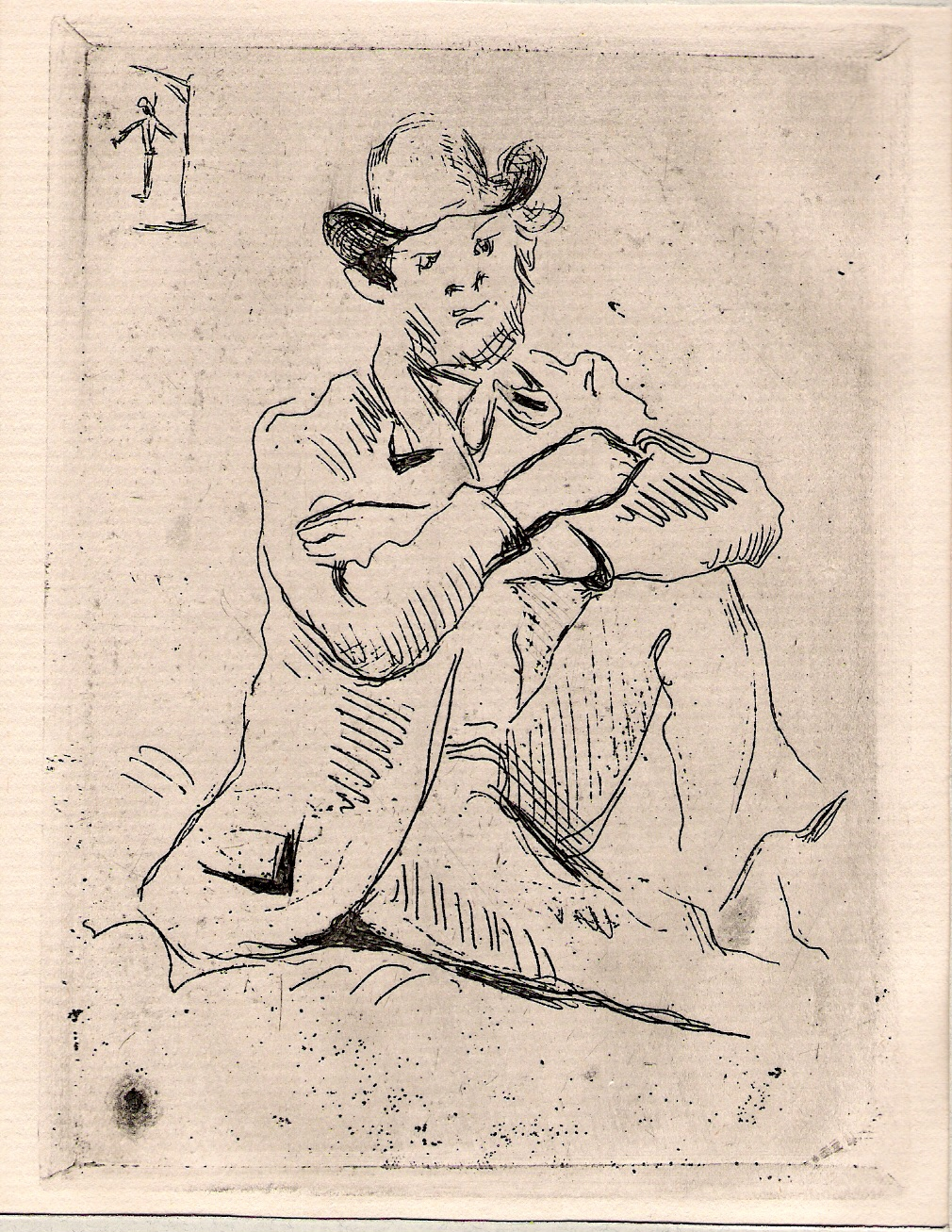
Paul Cézanne, Guillaumin gândind, 1873